# Bažantovská lípa
Bažantovská lípa je památný strom u zaniklé vsi Bažantov u Lesné jižně od Tachova. Přibližně třistaletá lípa malolistá (Tilia cordata) roste solitérně u zaniklé kapličky v polích v nadmořské výšce 690 m, asi 700 metrů jihovýchodně od zaniklé vsi. Obvod jejího kmene měří 400 cm a koruna stromu dosahuje do výšky 30 m (měření 1980). Chráněna je od roku 1981 pro svůj vzrůst a věk.

## Stromy v okolí
- Lesenská lípa
- Lípa v Lesné na návsi
- Lípa v Lesné u pana Hrčína